# Magdalena de Guatavita
Magdalena de Guatavita fue una noble muisca del siglo XVI, hija del último zipa de Bacatá sagipa, también conocido como Zaquesazipa y hermana del cacique de Guatavita. Su vida representa una de las primeras uniones entre la nobleza indígena y la élite conquistadora española en el Nuevo Reino de Granada, actual Colombia.

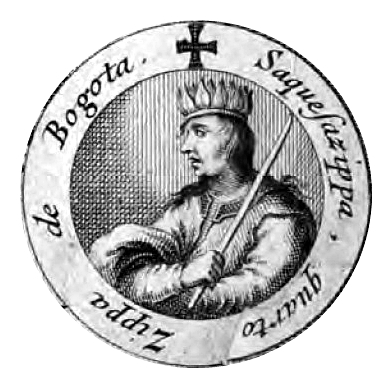
Su padre, Zaquesazipa representado en un grabado de la Historia General de las Conquistas de Nuevo Reino de Granada (1688), del cronista Lucas Fernández de Piedrahíta.

Pertenecía a la familia gobernante de los muiscas, una de las civilizaciones más avanzadas de los Andes septentrionales. Su padre, Sagipa, fue el último zipa reconocido antes de la consolidación del dominio español e inicio de la colonia y posterior reino y virreinato de la Nueva Granada y era hermana del cacique de Guatavita. Tras la llegada de los conquistadores, se casó con el conquistador Hernán Venegas Carrillos y Manosalva con quien tuvo varios hijos y una distinguida famililia descendencia que sigue en existencia. Esta unión es considerada una de las primeras entre la nobleza indígena y la española en el Nuevo Reino de Granada . Venegas Carrillo participó activamente en la conquista de los pueblos muisca y panche, recibió varias encomiendas y ocupó cargos importantes incluyendo el de alcalde de Santafé de Santafé ante la Real Audiencia en siete ocasiones.
Magdalena tuvo varios hijos, entre ellos:
- Alonso Venegas Guatavita: Reconocido por haber matado en 1566 al conquistador Gonzalo García Zorro en un duelo en Santafé de Bogotá.[5] Este acto fue interpretado como una venganza por la participación de García Zorro en la captura y muerte de su abuelo, el zipa Sagipa.[5]
- María, Isabel y Fernán Venegas: Otros hijos que, junto con Alonso, integraron la familia Venegas Guatavita, una de las primeras familias fundadoras y prominentes en la sociedad colonial del Nuevo Reino de Granada, además mestiza con sangre noble muisca y española.[6]

Su padre Sagipa fue capturado y murió en 1539 en Bosa a manos de Gonzalo García Zorro y otros que luego serían condenados por crímenes.[cita requerida]
Su descendencia desempeñó roles significativos en la administración colonial, ocupando cargos en cabildos y encomiendas, y consolidándose como parte de la élite criolla mestiza emergente y llamadas "familias antiguas del reino" a finales del siglo XVIII.[cita requerida]